# Henryk Szczęsny
Henryk Szczęsny (ur. 27 marca 1909 w Ruszkowie pow. Ciechanów, zm. 25 lipca 1996 w Londynie) – kapitan pilot Wojska Polskiego II RP, major (ang. Squadron Leader) Królewskich Sił Powietrznych, as myśliwski II wojny światowej, kawaler Orderu Virtuti Militari.

## Życiorys
Szczęsny urodził się 27 marca 1909 roku we wsi Ruszkowo pow. Ciechanów na Mazowszu, syn Stanisława i Marianny z d. Werc. Do szkoły powszechnej i gimnazjum uczęszczał w Pułtusku, a następnie 1930 roku zdał egzamin maturalny w Gimnazjum im. Zygmunta Krasińskiego w Ciechanowie i wstąpił do wojska. Jesienią tego samego roku przeszedł kurs w szkole podchorążych piechoty, a na początku stycznia 1931 roku wstąpił do Szkoły Podchorążych Lotnictwa w Dęblinie. 15 sierpnia 1933 roku został promowany na stopień podporucznika i skierowany do eskadry liniowej, a od stycznia 1934 roku towarzyszącej. W 1934 roku ukończył także kurs pilotażu w Centrum Wyszkolenia Oficerów Lotnictwa w Dęblinie, a w następnym roku kurs pilotów myśliwskich w Grudziądzu i otrzymał przydział do eskadry myśliwskiej w Poznaniu. Na stopień porucznika został awansowany ze starszeństwem z dniem 1 stycznia 1936 i 37. lokatą w korpusie oficerów aeronautyki (od 1937 korpus oficerów lotnictwa, grupa liniowa). Od sierpnia 1938 roku był dowódcą plutonu w eskadrze szkolnej 3 pułku lotniczego, a od stycznia 1939 roku instruktorem pilotażu w Szkole Pilotażu w Grudziądzu, gdzie służył do wybuchu wojny.
W czasie kampanii wrześniowej walczył na przestarzałych samolotach PZL P.7, używanych do szkolenia, w improwizowanej jednostce Wyższej Szkoły Pilotażu. 9 września wycofał się z podległymi mu ludźmi na lotnisko tymczasowe pod Sokalem, a 13 września do Wielicka, gdzie osłaniały bombowce PZL.37 Łoś Brygady Bombowej. 14 września otrzymał najnowocześniejszą, prototypową wersję  myśliwca PZL P.11g Kobuz. Już tego samego dnia zgłosił na tej maszynie zwycięstwo, zestrzeliwując w okolicy Kowla samolot Heinkel He 111, aczkolwiek brak jest potwierdzenia takiej straty w dokumentach niemieckich. Następnego dnia w okolicy Chyrowa zestrzelił kolejnego He 111P, prawdopodobnie z dywizjonu I./KG 55. Również 15 września został ranny w nogę odłamkami w czasie pojedynku lotniczego.
17 września przeszedł do Rumunii i dostał się na leczenie rany w Bukareszcie. Jeszcze w 1939 roku wypłynął na statku pasażerskim do Marsylii, dokąd dotarł 12 listopada. Od lutego 1940 roku przebywał w Wielkiej Brytanii, początkowo w obozie dla polskich lotników pod Londynem, a potem na kursie myśliwskim. Otrzymał numer służbowy RAF 76781. 6 sierpnia otrzymał skierowanie do jednostki w Hornchurch. Tydzień później zestrzelił Dorniera Do 17, 11 września Messerschmitta Bf 110, 5 października wspólnie z innym pilotem ponownie Do 17, zaś 1, 2 i 5 grudnia po Bf 109.
19 grudnia 1940 roku trafił do polskiego 302 dywizjonu, gdzie był członkiem personelu naziemnego. 24 lutego 1941 roku skierowano go do 317 dywizjonu na dowódcę eskadry „B”. 10 lipca 1941 roku zestrzelił wspólnie z innym lotnikiem Bf 109, a cztery dni później z tym samym pilotem Ju 88. Od 20 sierpnia 1941 do 28 lutego 1942 roku sprawował dowództwo 317 dywizjonu, następnie skierowano go do sztabu 10 Grupy Myśliwskiej, a od 12 maja 1942 roku 12 Grupy Myśliwskiej.
28 grudnia 1942 roku ponownie zaczął wykonywać loty bojowe, m.in. nad Francją. 4 kwietnia 1943 roku jego samolot został podczas pojedynku z dwoma samolotami uszkodzony (jeden z samolotów zestrzelił) i musiał wyskoczyć ze spadochronem. Na ziemi został wzięty do niewoli i wysłany do Stalagu Luft III w Żaganiu. Z obozu zwolniono go w maju 1945 roku, po czym powrócił do Wielkiej Brytanii na stanowisko oficera łącznikowego przy sztabie 12 Grupy Myśliwskiej.
Służbę w polskim wojsku pełnił do 1946 roku, kończąc ją w stopniu kapitana. Następnie do 1965 roku służył w RAF.
Syn Szczęsnego Zdzisław, który później zmienił nazwisko na Bradley Curtis, zginął w katastrofie lotniczej Saudi Arabian Airlines 163 19 sierpnia 1980 roku.
Zmarł 25 lipca 1996 roku w Londynie, został pochowany na cmentarzu Gunnersbury.

## Zwycięstwa powietrzne
Na liście Bajana zajmuje 11. pozycję z 9 i 1/3 zestrzeleń pewnych, 1 prawdopodobnym i 2 uszkodzonymi.
Zwycięstwa pewne:
- He 111 – 14 września 1939 (nie potwierdzone w dokumentach[6])
- He 111 – 15 września 1939 (z I./KG 55[6])
- Do 17 – 13 sierpnia 1940
- Bf 110 – 11 września 1940
- 1/3 Do 215 – 5 października 1940
- Bf 109 – 1 grudnia 1940
- Bf 109 – 5 grudnia 1940
- 1/2 Bf 109 – 10 lipca 1941
- 1/2 Ju 88 – 14 lipca 1941
- 2 Fw 190 – 4 kwietnia 1943

Zwycięstwa prawdopodobne:
- Ju 87 – 3 września 1939

Uszkodzenia:
- Ju 87 – 3 września 1939
- Bf 109 – 2 grudnia 1940

## Ordery i odznaczenia
- Krzyż Srebrny Orderu Virtuti Militari nr 9116
- Krzyż Walecznych - czterokrotnie
- Brązowy Krzyż Zasługi[10]
- Medal Lotniczy - dwukrotnie
- Polowy Znak Pilota nr 409
- Odznaka za Rany i Kontuzje - dwukrotnie
- brytyjski Distinguished Flying Cross